# Араз, Мамед
Мамед Араз (азерб. Məmməd Araz, при рождении Мамед Инфил оглы Ибрагимов азерб. Məmməd İnfil oğlu İbrahimov); 14 октября 1933, Нурсу, Шахбузский район, Нахичеванская АР — 1 декабря 2004, Баку) — азербайджанский поэт, публицист, переводчик, заслуженный работник культуры Азербайджанской ССР (30 июля 1979), заслуженный деятель искусств Азербайджанской ССР (1984), народный поэт Азербайджана (1991).

## Биография
Мамед Араз родился 14 октября 1933 года в селе Нурсу Шахбузского района. В 1949 году окончил среднюю школу в Шахбузкенде. В 1950 году поступил на географический факультет Азербайджанского педагогического института. В 1951 году активно участвовал в литературном кружке, организованном Исмаилом Шихлы. В 1952 году в журнале «Революция и культура» («Ингилаб вэ медениййэт») появилось первое напечатанное стихотворение Мамеда Араза. В 1954 году на торжественном выпускном вечере по случаю окончания института прочитал своё стихотворение «Айрылыг» («Разлука»).
В 1955—1956 годах работал учителем в селе Нурсу Шахбузского района. В 1957 году работал уполномоченным в главном управлении печати при Совете Министров Азербайджана. В том же году вышла поэма М. Араза «Уч огул анасы» («Мать троих сыновей»). В 1957 году стал членом Союза писателей Азербайджана. В 1959 году издательство «Азернашр» напечатало первую книгу стихов М. Араза под названием «Севги нягмяси» («Песня любви»). В 1959—1961 годах учился на Высших литературных курсах при Литературном институте им. М. Горького. После окончания курсов работал редактором издательства «Маариф». В 1963 году назначен директором редакции художественной литературы Азербайджанского государственного издательства. В том же году была издана книга М. Араза «Мян сяни тапарам» («Я найду тебя»). В 1964 году напечатал сборник поэм под названием «Араз ахыр» («Течёт Араз»). В 1967 году был избран ответственным секретарём журнала «Улдуз» («Звезда»). В том же году издательство «Азернешр» выпустило книгу М. Араза «Омрюн карваны» («Караван жизни»). В 1970 году работал заместителем главного редактора в газете «Эдэбиййат вэ инджэсэнэт» («Литература и искусство»).
В 1971—1981 годах возглавлял отдел поэзии Союза писателей Азербайджана, способствовал развитию национальной поэзии и формированию литературной молодежи. В 1972 году был освобождён от должности заместителя редактора по обвинению в национализме за материалы, напечатанные в специальном номере газеты «Эдебиййат вэ инджэсэнэт» («Литература и искусство»), посвящённому 100-летию со дня рождения Наримана Нариманова. В 1973 году вышла в свет книга М. Араза «Ганадлы гаялар» («Кровавые скалы»). В 1973 году работал заместителем главного Азербайджанского государственного издательства. В 1974 году в издательстве «Гянджлик» вышла книга «Атамын китабы» («Книга отца моего»). В том же году был назначен главным редактором только что начавшего издаваться журнала «Природа Азербайджана», в этой должности проработал до конца жизни. В 1974 году издаётся публицистическая книга М. Араза «Хяйатын вэ созюн рянгляри» («Цвета жизни и слова»). В 1975 году был награждён Почётной грамотой Президиума Верховного Совета Азербайджанской ССР.
В 1978 году в издательстве «Гянджлик» вышла книга М. Араза «Охучуя мяктуб» («Письмо читателю»). В том же году был удостоен звания заслуженного деятеля культуры. В 1984 году был награждён Почётной грамотой Азербайджанской ССР. Мамед Араз был удостоен почётного звания заслуженного деятеля искусств в 1984 году. В 1986 году в издательстве «Язычы» была издана книга М. Араза «Сечилмиш эсэрляр» («Избранные произведения»). В 1988 году был удостоен государственной премии Азербайджанской ССР за ряд стихотворений, напечатанных в журналах «Литературный Азербайджан» и «Улдуз».
7 декабря был удостоен почётного звания Народного поэта Азербайджанской республики. В 1992 году вышли в свет книги М. Араза «Даш харайы» и «Дюнйа дюзялмир», в 1994 году — «Гаялара язылан сяс». В 1995 году был награждён высокой наградой независимой Азербайджанской республики — орденом «Независимость».
Мамед Араз умер 1 декабря 2004 года в Баку.

## Книги, изданные на иностранных языках
- 1981 — Мамед Араз «Крылатые скалы» (Баку, «Язычы»)
- 1983 — Мамед Араз «Книга отца моего» (Москва, «Советский писатель»)
- 1983 — Мамед Араз «Завещание» (стихи на грузинском языке, Тбилиси)
- 1990 — Мамед Араз «Сечилмиш эсерлери» (Турция, «Кюлтюр Баканлыгы»)
- 2006 — Мамед Араз «Дюнйа сянин, дюнйа мяним» (на французском языке, Баку)

## Переводы
- 1964 — Сергей Михалков «Фома»
- 1965 — Р. Тагор «Возмездие природы»
- 1975 — Михаил Светлов (стихи)
- 1982 — Н. А. Некрасов «Русские женщины»

## Награды
- Орден «Независимость» (15 апреля 1995 года) — за особые заслуги в борьбе за национальную свободу азербайджанского народа[2].
- Народный поэт Азербайджана (7 декабря 1991 года) — за большие заслуги в развитии национальной литературы Азербайджана[3].
- Заслуженный деятель искусств Азербайджанской ССР (19 октября 1984 года).
- Заслуженный работник культуры Азербайджанской ССР (30 июля 1979 года).
- Заслуженный работник охраны природы Азербайджана (4 июня 1992 года) — за многолетнюю эффективную работу в области охраны природы Республики[4].
- Государственная премия Азербайджанской ССР (26 апреля 1988 года).